# 小角田町
小角田町（こずみだちょう）は、群馬県太田市にある地名（町丁）。郵便番号は370-0427。

## 概要
尾島地区にある町丁。

## 地理
南部は伊勢崎市と接している。

### 近隣町丁
- 新田下田中町
- 世良田町
- 新田中江田町
- 新田高尾町

## 世帯数と人口
2022年（令和4年）3月31日現在の世帯数と人口は以下の通りである。
| 町丁     | 世帯数 | 人口 |
| -------- | ------ | ---- |
| 小角田町 | 30世帯 | 82人 |

## 交通

### 鉄道
町内に鉄道は通っていない。

### 道路
- 国道17号
- 国道354号
- 群馬県道312号太田境東線

## 施設
- 日本発条北関東支店
- ニチハ太田物流センター